# OAPEC
Organizacija arapskih država izvoznica nafte, kratko OAPEC (od engl. Organization of Arab Petroleum Exporting Countries) je organizacija kojoj pripada 11 članica. Među njima su četiri države s najvećim svjetskim rezervama nafte; Saudijska Arabija, Irak, Kuwait i Ujedinjeni Arapski Emirati, ali tu su i Egipat, Alžir, Bahrain, Katar, Libija, Sirija i Tunis.
Sjedište OAPEC-a je u Kuwaitu.

## Povijest
OAPEC je osnovan 9. siječnja 1968. u Beirutu a osnivači su bili: Kuvajt, Libija i Saudijska Arabija. Cilj ovog udruživanja bila je koordinacija arapske naftne industrije i stvaranje suprotnog bloka OPECu, u koji su ulazile i ne-arapske države, između ostalih Iran i Venezuela. Tijekom Naftne krize 1973. OAPEC je vodio glavnu ulogu. Već prvih dana Jomkipurskog rata susreću se naftni ministri arapskih država koji odlučuju obustaviti isporuku nafte Zapadu. Naftni ministri OAPEC-a ukidaju embargo na isporuku nafte SAD-u 18. travnja 1974., izuzev Libije koja je obustavila embargo 31. prosinca 1974.
OAPEC odlučuje 17. travnja 1979. isključiti iz članstva Egipat, jer je ovaj potpisao mirovni ugovor s Izraelom.
Sveukupno OAPEC kontrolira oko 50% svjetskih naftnih rezervi i danas se smatra jednom značajnom tehničkom organizacijom za unutarnju arapsku suradnju u sektorima nafte i plina.

## Vanjske poveznice
- OAPEC Službena stranica
- OAPEC information from Saudi Arabia  Arhivirana inačica izvorne stranice od 27. ožujka 2018. (Wayback Machine)
- OPEC Službena stranica
- OPEC and OAPEC, from Kuwait  Arhivirana inačica izvorne stranice od 17. prosinca 2005. (Wayback Machine)
- Will Iraq Be a Global Gas Pump? The (Re)Making of a Petro-State by Michael T. Klare, The Huffington Post, 14 July 2009